# إسيكس
إسيكس (بالإنجليزية: Essex, Iowa) هي مدينة تقع في ولاية آيوا في الولايات المتحدة. تبلغ مساحة هذه المدينة 3.91 (كم²)، وترتفع عن سطح البحر 302 م، بلغ عدد سكانها 798 نسمة في عام 2012 حسب إحصاء مكتب تعداد الولايات المتحدة.

## التركيبة السكانية
قام مكتب تعداد الولايات المتحدة بتحديد بيانات التركيبة السكانية لإسيكسفي تعداد الولايات المتحدة. في ما يلي، التركيبة السكانية حسب تعدادي 2000 و2010.

### تعداد عام 2000
بلغ عدد سكان إسيكس 884 نسمة بحسب تعداد عام 2000، وبلغ عدد الأسر 356 أسرة وعدد العائلات 260 عائلة مقيمة في المدينة. في حين سجلت الكثافة السكانية 586.7 نسمة لكل ميل مربع (226.5/كم2). وبلغ عدد الوحدات السكنية 393 وحدة بمتوسط كثافة قدره 260.8 نسمة لكل ميل مربع (100.7/كم2).
وتوزع التركيب العرقي للمدينة بنسبة 97.85% من البيض و 0.57% من الأمريكيين الأصليين و 1.24% من عرقين مختلطين أو أكثر.
بلغ عدد الأسر 356 أسرة كانت نسبة 31.5% منها لديها أطفال تحت سن الثامنة عشر تعيش معهم، وبلغت نسبة الأزواج القاطنين مع بعضهم البعض 62.6% من أصل المجموع الكلي للأسر، ونسبة 7.0% من الأسر كان لديها معيلات من الإناث دون وجود شريك، وكانت نسبة 26.7% من غير العائلات. تألفت نسبة 23.6% من أصل جميع الأسر من أفراد ونسبة 13.2% كانوا يعيش معهم شخص وحيد يبلغ من العمر 65 عاماً فما فوق. وبلغ متوسط حجم الأسرة المعيشية 2.94، أما متوسط حجم العائلات فبلغ 2.48.
بلغ العمر الوسطي للسكان 39 عاماً. وكانت نسبة 5.5% بين الثامنة عشر والأربعة وعشرون عاماً، ونسبة 25.6% كانت واقعةً في الفئة العمرية ما بين الخامسة والعشرون حتى والأربعة وأربعون عاماً، ونسبة 25.3% كانت ما بين الخامسة والأربعون حتى الرابعة والستون، يوجد لكل 100 أنثى 100.0 ذكر، ويوجد لكل 100 أنثى في الثامنة عشر من عمرها فما فوق 101.2 ذكر.
بلغ متوسط دخل الأسرة في المدينة 41,382 دولار، أما متوسط دخل العائلة فبلغ 51,806 دولار. وكان متوسط دخل الذكور 36,118 دولار مقابل 22,604 دولار للإناث. وسجل دخل الفرد الخاص بالمدينة 18,202 دولار. وكانت نسبة 3.2% من العائلات ونسبة 5.5% من السكان تحت خط الفقر، وكان من هؤلاء نسبة 7.4% تحت سن الثامنة عشر ونسبة 7.9% في الخامسة والستين من العمر وما فوق.

### تعداد عام 2010
بلغ عدد سكان إسيكس 798 نسمة بحسب تعداد عام 2010، وبلغ عدد الأسر 333 أسرة وعدد العائلات 228 عائلة مقيمة في المدينة. في حين سجلت الكثافة السكانية 528.5 نسمة لكل ميل مربع (204.1/كم2). وبلغ عدد الوحدات السكنية 372 وحدة بمتوسط كثافة قدره 246.4 لكل ميل مربع (95.1/كم2).
وتوزع التركيب العرقي للمدينة بنسبة 97.2% من البيض و 0.6% من الأمريكيين الأصليين و 1.3% من عرقين مختلطين أو أكثر.
بلغ عدد الأسر 333 أسرة كانت نسبة 30.3% منها لديها أطفال تحت سن الثامنة عشر تعيش معهم، وبلغت نسبة الأزواج القاطنين مع بعضهم البعض 55.9% من أصل المجموع الكلي للأسر، ونسبة 8.1% من الأسر كان لديها معيلات من الإناث دون وجود شريك، بينما كانت نسبة 4.5% من الأسر لديها معيلون من الذكور دون وجود شريكة وكانت نسبة 31.5% من غير العائلات. تألفت نسبة 29.7% من أصل جميع الأسر من أفراد ونسبة 17.7% كانوا يعيش معهم شخص وحيد يبلغ من العمر 65 عاماً فما فوق. وبلغ متوسط حجم الأسرة المعيشية 2.91، أما متوسط حجم العائلات فبلغ 2.40.
بلغ العمر الوسطي للسكان 44.3 عاماً. وكانت نسبة 25.8% من القاطنين تحت سن الثامنة عشر، وكانت نسبة 4.9% بين الثامنة عشر والأربعة وعشرون عاماً، ونسبة 20.7% كانت واقعةً في الفئة العمرية ما بين الخامسة والعشرون حتى والأربعة وأربعون عاماً، ونسبة 27.9% كانت ما بين الخامسة والأربعون حتى الرابعة والستون، ونسبة 20.9% كانت ضمن فئة الخامسة والستون عاماً فما فوق. وتوزع التركيب الجنسي للسكان بنسبة 49.5% ذكور و50.5% إناث.